# مسجد وقف
مسجد وقف مربوط به دوره قاجار است و در تفرش، داخل شهر واقع شده و این اثر در تاریخ ۲۵ اسفند ۱۳۷۹ با شمارهٔ ثبت ۳۵۳۲ به‌عنوان یکی از آثار ملی ایران به ثبت رسیده است.